# Мили (репер)
Марко Миливојев, познатији под уметничким именом Мили (Београд, 1994), српски је певач и глумац.

## Биографија
Марко Миливојев је рођен 1994. године у Београду, у насељу Миријево. Похађао је основну школу Павле Савић, па Деспот Лазаревић. Уписао је средњу школу, коју није завршио.
Почетком 2018. године сарађивао је са Гудрославом из Бомби деведесетих на његовом новом ЕП-у Музика за продају дроге. Мили је са Гудријем за овај ЕП снимио две песме — M. V. G. и Треше нам шушкају. Лета исте године наступао је на Sea Dance фестивалу, где је са осталим музичарима из Басивитија изводио на главној фестивалској бини 31. августа.
Заједно са Surreal-ом је почетком октобра 2018. године издао ЕП Мало јачи гас. На албуму се налази пет песама, а објављен је за продукцијску кућу Басивити. У том периоду је заједно са Вуком Мобом објавио песму 12 сати.
Крајем јуна 2019. године објавио је песму Loca, која ће се, заједно са песмом Грми, наћи на предстојећем албуму Грмљавина.
Поред музике, бави се и глумом. Током 2019. је учествовао у снимању серије Група, коју продуцирају РТС и Vision team, а која обрађује борбе кланова, мафије и полиције, пратећи три групе — полицајце, криминалце и тинејџере. Мили у серији тумачи Станислава, проблематичног момка са Дорћола.
Активно учествује у продукцији песама за серијал Јужни ветар, снимивши неколико музичких нумера за потребе филма и серије.

## Дискографија

### Албуми и ЕП-ови
- Мало јачи гас (ft. Surreal, 2018)
- Грмљавина (ТБА)

### Синглови
- Дарко Шарић (2017)
- Лупи (2017)
- Сајфер (ft. Бомбе деведесетих, 2018)
- Лерди (2018)
- Грми (2018)
- 12 сати (ft. Вук Моб, 2018)
- M. V. G. (ft. Гудри, 2018)
- Треше нам шушкају (ft. Гудри, 2018)
- Мирис марихуане (ft. Lesa LVL, 2018)
- Јужни ветар гас (ft. Coby, 2018)
- Loca (2019)
- Јужни ветар гас 2 (2020)
- Stracciatella (2020)
- Блинда (2021)
- TMSNN(2023)